# Wenderson Galeno
Wenderson Rodrigues do Nascimento Galeno, mais conhecido como Galeno (Barra do Corda, 22 de outubro de 1997) é um futebolista luso-brasileiro que atua como atacante. Atualmente defende o Al-Ahli.
Com a conquista da Taça de Portugal de 2023–24, tornou-se o primeiro futebolista a conquistar quatro títulos seguidos da competição.

## Carreira

### Início
Nascido Barra do Corda, no Maranhão, Galeno saiu de casa aos 14 anos para seguir seu sonho de se tornar um jogador de futebol, e em 2014 foi para Goiás, indo jogar no clube goiano Trindade.

### Trindade
Ele fez sua estreia profissional pelo Trindade no dia 10 de fevereiro de 2016, entrando aos 29 minutos do 2° tempo e marcando 2 gols na vitória de 3 a 0 sobre o Anapolina, pelo Campeonato Goiano. Galeno terminou o Campeonato Goiano de 2016 com 5 gols em 10 partidas, sendo eleito ao final como a revelação da competição.

### Grêmio Anápolis
Em abril de 2016, assinou contrato com o Grêmio Anápolis, porém não atuou em nenhum jogo pelo clube.

### Porto
Em 28 de junho de 2016, Galeno foi contratado pelo para Porto, sendo colocado no time B do clube para disputar a Segunda Liga. Galeno marcou o seu primeiro gol pelo time B em 20 de agosto de 2016, marcando o gol da vitória de 2–1 sobre o Leixões. No dia 16 de maio de 2017, depois de ter um bom desempenho fazendo 13 gols pelo time B do Porto em 40 partidas e uma boa pré-temporada com time no México, foi comprado pelos Dragões assinando um contrato de quatro anos com uma cláusula de rescisão avaliada em 40 milhões de euros. Ao todo, disputou 58 partidas e 18 tentos pela segunda equipe.
Galeno fez sua estreia pelo time principal em 13 de outubro de 2017, na goleada por 6–0 sobre o Lusitano de Évora, em jogo da Taça de Portugal. Entrou no segundo tempo no lugar de Yacine Brahimi e com apenas 15 minutos fez o quinto da partida.
Galeno fez sua estreia na Primeira Liga em 21 de outubro de 2017, substituindo Moussa Marega aos 80 minutos da vitória de 6–1 sobre Paços de Ferreira na 9ª rodada. Fez ainda mais duas partidas pelo time principal durante a temporada.

### Portimonense
Em 23 de janeiro de 2018, Galeno foi apresentado ao clube Portimonense por empréstimo até junho do mesmo ano. Regressou ao Porto depois de contribuir com sete partidas apenas.

### Rio Ave
Em 11 de julho de 2018, Galeno foi emprestado ao Rio Ave até final da temporada 2018-19. Ele marcou seu primeiro gol pelo clube em 26 de agosto, marcando o primeiro gol da partida  no empate de 1 a 1 com o Tondela.
Teve uma atuação de destaque em 30 de junho, na vitória de 4 a 3 sobre o Braga, tendo feito um gol e dado 2 assistências no jogo.
Galeno foi titular regular da equipa de Vila do Conde ao longo do ano, tendo marcado nove gols em 36 jogos no total.

### Braga
Em 6 de agosto de 2019, Galeno foi anunciado pelo Braga por um contrato de 5 anos. Em 23 de maio de 2021, Galeno foi eleito o melhor em campo dep Braga na final da Taça de Portugal de 2020-21, se sagrando campeão após vencer o Benfica por 2 a 0. Foram duas temporadas pelos Minhotos, com 115 partidas, 24 gols e 23 assistências.

### Retorno ao Porto
Em 31 de janeiro de 2022, foi anunciado seu retorno ao Porto por 9 milhões de euros pelo time português ter acionado a cláusula de recompra sobre 50% por cento dos direitos do atleta que haviam acordado antes de vendê-lo. Galeno assinou contrato até junho de 2026, tendo o clube também adquirido 100% dos direitos econômicos e estipulado uma cláusula de 50 milhões de euros, além de utilizar a camisa 13.
Fez um gol um dos gols na goleada 4–0 sobre o Tondela na 26.ª rodada da Primeira Liga em 13 de março, tendo também integrado o elenco campeão nacional pelo clube na temporada.
Fez um dos gols da vitória de 3–0 sobre o Sporting na 3ª rodada da Primeira Liga em 20 de outubro. Fez gols na vitória sobre Bayer Leverkusen de 2–0 sobre na terceira rodada e também na quarta, que os Dragões venceram 3–0. Nessa partida, fez um gol ao receber um passe direto do goleiro Diogo Costa. O seu gol contra o Leverkusen foi o 1000º feito por brasileiros em competições continentais europeias.
Após as saídas de alguns jogos na temporada, Galeno passou a atua mais e ter protagonismo na equipe. Fez gols seguidamente na vitória por 3–0 sobre o Mafra na Taça de Portugal, fazendo o último gol portista e ajudando o clube a avançar para as oitavas, e na goleada de 4–1 sobre o Boavista no Derby da Invicta, na 13ª rodada da Primeira Liga, fazendo um doblete.
Na final contra o Braga na Taça de Portugal em 4 de junho, deu assistências para os dois vitória do Dragão por 2–0, feitos por Taremi e Otávio. Esse foi seu terceiro título seguido da competição, sendo o primeiro quando atuava pelo próprio Braga e os outros dois pelo Porto. Foram 52 partidas e 15 gols na temporada, desempenhando um papel importante na equipe.
Chegou a 100 partidas pelos Dragões em 14 de janeiro de 2024, na vitória por 2–0 sobre o seu ex-clube Braga na 27ª rodada da Primeira Liga. Um dia depois, foi anunciada a sua renovação de contrato até junho de 2028.
Ao sagrar-se campeão da Taça de Portugal de 2023–24 em 26 de maio na vitória por 2–1 sobre o Sporting, Galeno tornou-se o primeiro jogador a conquistar quatro títulos seguidos do torneio, um pelo Braga e três pelo Porto. Terminou também a temporada com 48 partidas, 16 gols e 12 assistências, a melhor de sua carreira.

### Al-Ahli
No dia 31 de janeiro de 2025, o Porto informou que chegou a um acordo com o Al-Ahli, da Arábia Saudita, pela venda de 100% dos direitos econômicos de Galeno. A transferência tem valor fixo de 50 milhões de euros —R$ 305,6 milhões. O atacante usará a camisa de número 13 no clube saudita.
Galeno fez sua estreia com a camisa do Al-Ahli no dia 3 de fevereiro de 2025, na vitória por 3 a 1 contra o Al-Sadd, no Estádio Jassim Bin Hamad, em partida válida pela Liga dos Campeões da AFC. Galeno começou no banco e entrou aos 33 minutos do segundo tempo, substituindo Firas Al-Buraikan.

## Seleção Brasileira

### Principal
Em 11 de março de 2024, Galeno foi convocado pela primeira vez à Seleção Brasileira por Dorival Júnior para dois amistosos contra Espanha e Inglaterra nos dias 23 e 26 do mesmo mês, respectivamente, substituindo o lesionado Gabriel Martinelli.
O atleta também foi sondado para convocação pela Seleção Portuguesa. No entanto, após conversar com técnico de Portugal, o atleta decidiu defender as cores brasileiras.
Galeno estreou-se pela Seleção Brasileira em 26 de março de 2024, num embate diante da Espanha, no Santiago Bernabéu, que terminou com um empate 3-3. Galeno entrou ao fim da segunda etapa, mas deixou a sua marca no Bernabéu, ao arrancar o pênalti que permitiu ao Brasil empatar o jogo.

## Vida pessoal
Depois de completar cinco anos em Portugal, conquistou o direito a cidadania portuguesa em 1º de julho de 2021. Também tornou-se apto para defender a seleção do país.

## Títulos
Braga
- Taça de Portugal: 2020–21
- Taça da Liga: 2019–20

Porto
- Primeira Liga: 2021–22
- Taça de Portugal: 2021–22, 2022–23, 2023–24
- Supertaça Cândido de Oliveira: 2022, 2024
- Taça da Liga: 2022-23

Al-Ahli Saudi
- Liga dos Campeões da AFC: 2024–25

### Prêmios individuais
- Revelação do Campeonato Goiano: 2016
- Melhor jogador da final da Taça de Portugal de 2020–21
- Melhor jogador da final da Supertaça Cândido de Oliveira de 2024